# Cohors I Flavia Numidarum
Die Cohors I Flavia Numidarum [equitata] (deutsch 1. Kohorte die Flavische der Numider [teilberitten]) war eine römische Auxiliareinheit. Sie ist durch Militärdiplome und Inschriften belegt.

## Namensbestandteile
- Cohors: Die Kohorte war eine Infanterieeinheit der Auxiliartruppen in der römischen Armee.

- I: Die römische Zahl steht für die Ordnungszahl die erste (lateinisch prima). Daher wird der Name dieser Militäreinheit als Cohors prima .. ausgesprochen.

- Flavia: die Flavische. Die Ehrenbezeichnung bezieht sich auf die flavischen Kaiser Vespasian, Titus und Domitian.

- Numidarum: der Numider. Die Soldaten der Kohorte wurden bei Aufstellung der Einheit auf dem Gebiet Numidiens rekrutiert.

- equitata: teilberitten. Die Einheit war ein gemischter Verband aus Infanterie und Kavallerie.

Da es keine Hinweise auf den Namenszusatz milliaria (1000 Mann) gibt, war die Einheit eine Cohors quingenaria equitata. Die Sollstärke der Kohorte lag bei 600 Mann (480 Mann Infanterie und 120 Reiter), bestehend aus 6 Centurien Infanterie mit jeweils 80 Mann sowie 4 Turmae Kavallerie mit jeweils 30 Reitern.

## Geschichte
Die Kohorte war in den Provinzen Moesia inferior und Lycia et Pamphylia (in dieser Reihenfolge) stationiert. Sie ist auf Militärdiplomen für die Jahre 97 bis 178 n. Chr. aufgeführt.
Die Einheit wurde vermutlich unter Vespasian (69–79) oder Domitian (81–96) aufgestellt. Der erste Nachweis in der Provinz Moesia inferior beruht auf einem Diplom, das auf 97 datiert ist. In dem Diplom wird die Kohorte als Teil der Truppen (siehe Römische Streitkräfte in Moesia) aufgeführt, die in der Provinz stationiert waren. Weitere Diplome, die auf 105 bis 157 datiert sind, belegen die Einheit in derselben Provinz.
Zu einem unbestimmten Zeitpunkt wurde die Kohorte in die Provinz Lycia et Pamphylia verlegt, wo sie erstmals durch ein Diplom nachgewiesen ist, das auf 162 datiert ist. Weitere Diplome, die auf 165/166 bis 178 datiert sind, belegen die Einheit in derselben Provinz. Lycia et Pamphylia gehörte zu den römischen Provinzen, in denen nur ein bis zwei Auxiliareinheiten stationiert waren, die dort allgemeine Polizei- und Verwaltungsaufgaben übernahmen. In den Diplomen ist die Cohors I Flavia Numidarum als einzige Einheit aufgeführt, aus der Soldaten entlassen wurden.
Der letzte Nachweis der Kohorte beruht auf einer Inschrift, die auf 238 datiert ist.

## Standorte
Standorte der Kohorte in Lycia et Pamphylia waren möglicherweise:
- Perge: zwei Inschriften[7] wurden hier gefunden.
- Side: eine Inschrift[6] wurde hier gefunden.

## Angehörige der Kohorte
Folgende Angehörige der Kohorte sind bekannt.

### Kommandeure
| - Fabius Postumus, ein Tribun: er wird auf dem Diplom von 162 als Kommandeur genannt. - Iulius Festus, ein Tribun: er wird auf dem Diplom von 178 als Kommandeur genannt. | - L(ucius) Manlius []: er wird auf dem Diplom von 125/129 als Kommandeur genannt. |

### Sonstige
| - [?], ein Cornicularius, der zum Decurio befördert wurde (ZPE-131-251) - Aurelius Agapomenus, ein Soldat | - Flavius Valens, ein Centurio (IGR I 465) - Valerius Valens, ein Reiter: das Diplom von 178 wurde für ihn ausgestellt. |